# Manto (borboleta)
Manto é um gênero de borboleta da família Lycaenidae.